# Amboavory
Amboavory est une commune urbaine malgache située dans la partie centre-nord de la région d'Alaotra-Mangoro.

## Économie
- Rizière:La Terre est fertile mais le probleme c'est l'eau, il faut donc construire des barreges